# 鹿児島市電第一期線
第一期線（だいいっきせん）は、鹿児島県鹿児島市下荒田一丁目の武之橋停留場から鹿児島市浜町の鹿児島駅前停留場までを結ぶ鹿児島市交通局の軌道路線である。
運行系統上、谷山線及び第二期線・唐湊線と直通運転を行う。

## 路線データ
- 路線距離（営業キロ）：3.0km[1]
- 軌間：1435mm
- 停留場数：11（起終点含む）
- 複線区間：全線複線[1]
- 電化区間：全線電化（直流600V）

## 運行形態
- 1系統（谷山 - 武之橋 - 鹿児島駅前） - 第一期線全区間を7.5分間隔で運行
- 2系統（郡元 - 鹿児島中央駅前 - 鹿児島駅前） - 高見馬場 - 鹿児島駅前間を7.5分間隔で運行

高見馬場 - 鹿児島駅前間では、1系統と2系統が交互に運行されている。

## 歴史
- 1914年（大正3年）
  - 7月3日 - 鹿児島電気軌道が武之橋 - 山之口馬場間を開業[2]。
  - 7月22日 - 山之口馬場 - 天文館通間が開業[2]。
  - 10月3日 - 天文館通 - 朝日通間が開業[2]。
  - 10月16日 - 朝日通 - 不断光院（現・市役所前）間が開業[2]。
  - 12月20日 - 不断光院 - 鹿児島駅前間が開業し、全通[2]。
- 1928年（昭和3年）7月1日 - 鹿児島市電気局に移管。
- 1933年（昭和8年）1月 - 鹿児島市交通課に改組。
- 1952年（昭和27年）10月 - 鹿児島市交通局に改組。
- 1996年（平成8年）11月6日 - 県庁前停留場が県庁跡停留場へ改名[3]
- 1997年（平成9年）8月 - 県庁跡停留場が水族館口停留場へ改名[3]。

## 停留場一覧
- 全停留場が鹿児島県鹿児島市内に所在。

| 駅番号  | 停留場名           | 駅間 キロ | 営業 キロ | 接続路線                                      |
| ------- | ------------------ | --------- | --------- | --------------------------------------------- |
| I11     | 武之橋停留場       | -         | 0.0       | 鹿児島市電：谷山線                            |
| I10     | 新屋敷停留場       | 0.5       | 0.5       |                                               |
| I09     | 甲東中学校前停留場 | 0.2       | 0.7       |                                               |
| I08/N08 | 高見馬場停留場     | 0.3       | 1.0       | 鹿児島市電：第二期線                          |
| I07/N07 | 天文館通停留場     | 0.5       | 1.5       |                                               |
| I06/N06 | いづろ通停留場     | 0.3       | 1.8       |                                               |
| I05/N05 | 朝日通停留場       | 0.3       | 2.1       |                                               |
| I04/N04 | 市役所前停留場     | 0.3       | 2.4       |                                               |
| I03/N03 | 水族館口停留場     | 0.2       | 2.6       |                                               |
| I02/N02 | 桜島桟橋通停留場   | 0.2       | 2.8       |                                               |
| I01/N01 | 鹿児島駅前停留場   | 0.2       | 3.0       | 九州旅客鉄道：鹿児島本線・日豊本線 ⇒ 鹿児島駅 |

### 廃止された停車場
- 山之口町停留場 - 1913年7月3日山之口馬場停留場として開業[4][2]、1943年5月5日廃止[3]。
- 日置裏門通停留場 - 市電発足時には存在、1943年5月5日廃止[3]。
- 金生町停留場 - 市電発足時には存在、野菜町通停留場から1935年10月4日に改称[4]、1943年5月5日廃止[3]。
- 市庁通停留場 - 1923年までに名山堀停留場として開業、1926年から1929年頃に公設市場前停留場に改称、1939年までに市庁通停留場に改称、廃止時期不明[4]。
- 和泉屋町停留場 - 市電発足時には存在、廃止時期不明[3]。

### かつて存在した接続路線
- 市役所前停留場：鹿児島市電上町線